# Avinurme
Avinurme (tyska: Awwinorm) är en småköping (estniska: alevik) i Mustvee kommun i landskapet Jõgevamaa i nordöstra Estland. Orten ligger cirka 130 kilometer öster om huvudstaden Tallinn, på en höjd av 59 meter över havet.
Före kommunreformen 2017 utgjorde orten centralort i dåvarande Avinurme kommun i landskapet Ida-Virumaa.
Runt Avinurme är det mycket glesbefolkat, med 7 invånare per kvadratkilometer. Närmaste större samhälle är staden Mustvee, 15 kilometer söder om Avinurme. I omgivningarna runt Avinurme växer i huvudsak blandskog.
Trakten ingår i den hemiboreala klimatzonen. Årsmedeltemperaturen i trakten är 2 °C. Den varmaste månaden är juli, då medeltemperaturen är 17 °C, och den kallaste är december, med −10 °C.